# Narciso dos Santos
Narciso dos Santos, mais conhecido como Narciso (Neópolis, 23 de dezembro de 1973) é um treinador e ex-futebolista brasileiro, que atuava como zagueiro e volante.

## Carreira

### Como Jogador
A carreira começou ainda adolescente no Corinthians de Alagoas. Permaneceu nas equipes de base do clube alagoano por alguns anos, e profissionalizou-se em 1994, quando já atuava pelo Paraguaçuense, fazendo 23 jogos e marcando 3 gols.
Depois foi jogar no Santos FC ainda em 1994. Chegou ao Santos junto com o meia Marcelinho Paraíba, aos 21 anos. Curiosamente, a negociação com o clube da Vila quase emperrou por conta de empresários, que queriam levar os dois atletas para o Palmeiras.
No Santos, mesmo fazendo parte do time que acabou ficando com o vice do Campeonato Brasileiro de 1995, Narciso não teve um início fácil, e demorou para se firmar na Vila Belmiro. Mas nos primeiros meses de 1997, enfim conseguiu assegurar sua vaga de titular na zaga santista. Meses depois, com a vinda do técnico Vanderlei Luxemburgo, se aventurou como volante, e não largou mais a posição. Na nova função, foi campeão do Torneio Rio-São Paulo, e da Copa Conmebol, em 1998. Foi o vencedor do prêmio Bola de Prata, da Revista Placar, como melhor volante do Campeonato Brasileiro.
Sempre muito aguerrido dentro de campo, Narciso não levava “desaforo pra casa”, e tornou-se um dos líderes e capitão da equipe. Mas mesmo com boas atuações, a torcida santista implicava com Narciso. A implicância chegou a ser tão grande, que ele preferiu ser emprestado ao Flamengo em 1999, para “respirar novos ares”. No entanto, Narciso teve uma passagem relâmpago pelo Flamengo, onde disputou 12 partidas pelo Rubro-Negro Carioca. Seu contrato logo foi rescindido pela diretoria, pois queriam seu retorno a zaga. E ele não aceitou. No mesmo ano, Narciso voltou a Vila Belmiro, afirmando que mesmo sendo uma curta experiência, serviu para o tranquilizar.
No início do ano 2000, após fazer exames de sangue rotineiros, Narciso descobriu que sofria de leucemia mielóide. Se afastou dos gramados, e a luta pela vida começou a partir daí. Foram longos três anos e 10 meses de recuperação.
O Santos manteve o contrato durante o tratamento e viu o defensor voltar aos gramados em 2003, em duelo contra o Coritiba, no Estádio Couto Pereira, pelo Campeonato Brasileiro. Ao entrar em campo foi aplaudido de pé por ambas as torcidas. Por muito pouco, Narciso quase assinalou um gol.
Depois de voltar aos gramados, Narciso fez parte da equipe que conquistou o Campeonato Brasileiro pelo Santos, em 2004, e jogou até 2005, quando pendurou as chuteiras e passou a se dedicar à carreira de treinador.

### Como Técnico
Depois de pendurar as chuteiras, iniciou a carreira de treinador em 2008, quando assumiu as categorias de base do Santos. Como técnico dos juniores do Santos, Narciso conquistou o Paulista Sub-20, o Torneio Cidade de Turim, na Itália, e os Jogos Regionais, em 2008, e o vice-campeonato da Copa São Paulo, em 2010. Mesmo com uma bem-sucedida trajetória como treinador de categorias de base, em 27 de janeiro de 2011 foi demitido do comando da equipe alvinegra.
Após ser demitido do Santos, no dia 23 de fevereiro de 2011 Narciso foi anunciado para treinar o mais tradicional clube de seu estado de origem, o Club Sportivo Sergipe no Campeonato Sergipano de Futebol de 2011. Mas no dia 15 de março, anunciou a saída do clube, após seis jogos apenas.
Após uma breve passagem pelo Sergipe, ainda em 2011 foi contratado para treinar as categorias de base do Corinthians. Ficou na equipe de Parque São Jorge até julho de 2012, conquistando nessa sua passagem a Copa São Paulo de Futebol Júnior de 2012.
Demitido no Corinthians, ainda em julho de 2012 foi confirmado como o novo treinador da categoria sub-20 do Palmeiras, mas com a demissão de Luiz Felipe Scolari, acabou assumindo, interinamente, o comando técnico da equipe principal. Chegou a comandar a equipe principal por uma partida, contra o Corinthians, quando foi derrotado por 2–0 no Pacaembu. Foi desligado do clube de Palestra Itália em 11 de março de 2013.
Em julho de 2013, Narciso teve mais uma experiência como treinador de um time profissional ao comandar o Operário de Várzea Grande-MT na Segunda Divisão do Campeonato Mato-Grossense de Futebol.
Em 2014 assumiu a Penapolense, onde estreia no Paulistão no dia 19 de janeiro e realiza um bom torneio estadual ao eliminar o São Paulo nas quartas de final em pleno Morumbi, colocando o time do interior paulista em uma semifinal inédita na sua história em Campeonatos Paulistas. Mas em 2015, a equipe começou um baixo aproveitamento e ele foi demitido após quatro rodadas no dia 11 de fevereiro.
Em 12 de março de 2015, o Linense, acerta com Narciso dos Santos para arrumar a equipe no restante do Campeonato Paulista de 2015.
No dia 15 de dezembro de 2015, foi anunciado como técnico do ABC. Porém em 19 de fevereiro de 2016, Narciso é demitido pela diretoria do alvinegro potiguar.
Em 20 de fevereiro de 2016, menos de 12 horas após deixar o ABC, o XV de Piracicaba anuncia contratação de Narciso como o novo treinador da equipe para a sequência do Campeonato Paulista. E ele ficaria no XV até o dia 5 de abril.

## Seleção Brasileira
Narciso, que chegou à Seleção Brasileira pelas mãos do técnico Zagallo, defendeu o time em oito jogos com sete vitórias e uma derrota entre 1995 e 1998 e a seleção olímpica em nove jogos com oito vitórias e um empate em 1996. Os dados são do livro "Seleção Brasileira 90 Anos", de Roberto Assaf e Antônio Carlos Napoleão.
Ele estreou no dia 9 de agosto de 1995, em Tóquio, na vitória sobre os japoneses por 5–1. Teve a felicidade de marcar um gol no dia 26 de junho de 1996, em uma partida amistosa contra a Polônia. Sua despedida foi em território brasileiro, em Fortaleza, no dia 18 de novembro de 1998, quando no Castelão, a torcida viu uma goleada sobre a Rússia. Coincidentemente, o placar foi o mesmo da estreia de Narciso. Brasil 5–1.

### Medalha Olímpica
Narciso também defendeu as cores do País na fatídica Olimpíada de 1996, em Atlanta, nos Estados Unidos. Lá, o Brasil chegou às semifinais, mas foi desbancado pela Nigéria, que, na final contra a Argentina, acabou levando a medalha de ouro daquela edição. Na decisão do bronze, a seleção brasileira goleou os portugueses por 5–0.
| “ | "Talvez não tenha sido a mais importante, mas foi uma das principais conquistas da minha carreira - relatou ao LANCE!". | ” |

Com esta conquista, ele acabou fazendo história. Pois se tornou o único sergipano medalhista olímpico.
| “ | "Eu na verdade nem sabia que eu era o único sergipano a conquistar uma medalha olímpica. Estou sabendo através de você e estou muito feliz em descobrir isso. Estou bastante orgulhoso de saber que represento tão bem o lugar que eu amo, o lugar onde eu nasci. Isso é muito importante para mim - disse Narciso em entrevista ao GloboEsporte.com". | ” |

## Títulos

### Como Jogador
Seleção Brasileira
- Torneio Pré-Olímpico Sul-Americano Sub-23: 1996

Santos
- Torneio Rio-São Paulo: 1997
- Copa Conmebol: 1998
- Campeonato Brasileiro: 2004

### Como Treinador
Santos Sub-20
- Campeonato Paulista Sub-20: 2008
- Torneio Cidade de Turim: 2008

Corinthians Sub-20
- Copa São Paulo de Futebol Junior: 2012

Penapolense
- Campeonato Paulista do Interior (1): 2014